# Zsuzsa Koncz
Zsuzsanna Koncz, detta Zsuzsa (Pély, 7 marzo 1946), è una cantante ungherese i cui testi (scritti per lo più da János Bródy) erano talvolta molto critici nei confronti del sistema politico del paese pre-1990.

## Carriera
La sua carriera è iniziata dopo la sua partecipazione al talent show ungherese nel Ki mit tud? del 1962. Nel corso degli anni si è esibita con varie band e musicisti, in particolare Illés e János Bródy. Negli anni '70 fece numerose tournée di successo all'estero, principalmente nei paesi del blocco orientale e nella Germania Ovest (a volte sotto i nomi di Shusha Koncz e Jana Koncz nei paesi di lingua tedesca), ma anche in Francia, Stati Uniti e Giappone. Rimane estremamente popolare in Ungheria con alcune delle sue canzoni ora parte del folklore ungherese, tra cui: "A Kárpáthyék lánya", "Ha én rózsa volnék" e '"Valahol egy lány".

## Premi
- 1997: Premio Liszt[2]
- 2008: Premio Kossuth[3]
- 2020: cittadinanza onoraria della città di Budapest